# Kuandian
Kuandian (en chino, 宽甸; pinyin, Kuāndiàn) es un condado-autónomo, bajo la administración directa de la ciudad-prefectura de Dandong en la provincia de Liaoning, República Popular China. El condado yace en una parte baja de las montañas Changbai a unos 284 m s. n. m. en las orillas del río Yalu (鸭绿江), en la frontera con Corea del Norte. Su área es de 6193 km², comparte 216 km de frontera China - Corea y su población total es de 431 590 habitantes, la capital es el poblado de Kuandian (宽甸镇).
El condado es conocido como "el más bello condado eco-turístico de China" y se le otorgó el título de "condado nacional ejemplar de turismo, agricultura y ocio" por el ministerio de agricultura y turismo.

## Administración
El condado autónomo de Kuandian se divide en 22 pueblos que se administran en 19 poblados, 2 villas y 1 villa étnica:
- Poblados:

Kuandian (宽甸镇), Guanshui (灌水镇), Taipingshao (太平哨镇), Yongdian (永甸镇), Changdian (长甸镇), Maodianzi (毛甸子镇), Qingshangou (青山沟镇), Hongshi (红石镇), Niumaowu (牛毛坞镇), Dachuantou (大川头镇), Bahechuan (八河川镇), Shuangshanzi (双山子镇), Daxicha (大西岔镇), Budayuan (步达远镇), Zhenjiang (振江镇), Qingyishan (青椅山镇), Yangmuchuan (杨木川镇), Hushan (虎山镇), Penghai (硼海镇)
- Villas:

Gulouzi (古楼子乡), Shihugou (石湖沟乡) y  la villa étnica Xialuhe corea (下露河朝鲜族乡)

## Toponimia
Tomó su nombre de la Región Kuandianzi (寬甸子) del Reino Balhae. Registrado originalmente en la dinastía Ming (1368 - 1644) como "Kuan" (宽  extenso/llano) y "Dian (佃 granjero) debe su nombre a que el terreno es llano y el suelo fértil, lo que lo hace apto para la agricultura. Durante la dinastía Qing (1876), se estableció el condado "Kandian" (escrito 宽奠 con la  misma pronunciación), su nombre y escritura no ha cambiado desde entonces.
Como las otras regiones autónomas, se caracteriza por estar asociada a un grupo étnico minoritario, en este caso, los manchús. La región recibió la condición de "autónomo" cuando se estableció el Condado autónomo manchú de Kuandian en septiembre de 1989 .

## Clima
Kuandian tiene un monzón influenciado con el clima continental húmedo, caracterizado por veranos muy cálidos y húmedos e inviernos muy secos, por el anticiclón de Siberia. Las cuatro estaciones son distintivas. La mayoría de la precipitación anual ocurre en julio y agosto. La temperaturas promedio es de −11.5 °C en enero a 22.5 °C en julio, mientras que la media anual es de 7,13 °C . Debido a la ubicación montañosa, las temperaturas tienden a ser más frescas y lluvioso en el verano. La humedad relativa promedio es 70%, y el período libre de heladas es de 140 días.
| Parámetros climáticos promedio de Kuandian (1971−2000) | Parámetros climáticos promedio de Kuandian (1971−2000) | Parámetros climáticos promedio de Kuandian (1971−2000) | Parámetros climáticos promedio de Kuandian (1971−2000) | Parámetros climáticos promedio de Kuandian (1971−2000) | Parámetros climáticos promedio de Kuandian (1971−2000) | Parámetros climáticos promedio de Kuandian (1971−2000) | Parámetros climáticos promedio de Kuandian (1971−2000) | Parámetros climáticos promedio de Kuandian (1971−2000) | Parámetros climáticos promedio de Kuandian (1971−2000) | Parámetros climáticos promedio de Kuandian (1971−2000) | Parámetros climáticos promedio de Kuandian (1971−2000) | Parámetros climáticos promedio de Kuandian (1971−2000) | Parámetros climáticos promedio de Kuandian (1971−2000) |
| Mes                                                    | Ene.                                                   | Feb.                                                   | Mar.                                                   | Abr.                                                   | May.                                                   | Jun.                                                   | Jul.                                                   | Ago.                                                   | Sep.                                                   | Oct.                                                   | Nov.                                                   | Dic.                                                   | Anual                                                  |
| ------------------------------------------------------ | ------------------------------------------------------ | ------------------------------------------------------ | ------------------------------------------------------ | ------------------------------------------------------ | ------------------------------------------------------ | ------------------------------------------------------ | ------------------------------------------------------ | ------------------------------------------------------ | ------------------------------------------------------ | ------------------------------------------------------ | ------------------------------------------------------ | ------------------------------------------------------ | ------------------------------------------------------ |
| Temp. máx. abs. (°C)                                   | 6.4                                                    | 14.5                                                   | 18.3                                                   | 28.3                                                   | 33.3                                                   | 35.7                                                   | 36.5                                                   | 35.0                                                   | 30.4                                                   | 27.0                                                   | 18.7                                                   | 9.1                                                    | '                                                      |
| Temp. máx. media (°C)                                  | −4.2                                                   | −0.5                                                   | 6.0                                                    | 14.9                                                   | 21.0                                                   | 24.7                                                   | 26.8                                                   | 27.2                                                   | 22.6                                                   | 15.6                                                   | 5.9                                                    | −1.6                                                   | 13.2                                                   |
| Temp. media (°C)                                       | -11.5                                                  | -7.4                                                   | 0.2                                                    | 8.3                                                    | 14.6                                                   | 19.4                                                   | 22.5                                                   | 22.2                                                   | 16.1                                                   | 8.8                                                    | 0.2                                                    | -7.8                                                   | 7.1                                                    |
| Temp. mín. media (°C)                                  | −17.7                                                  | −13.6                                                  | −5.4                                                   | 1.8                                                    | 8.3                                                    | 14.3                                                   | 18.9                                                   | 18.0                                                   | 10.4                                                   | 3.0                                                    | −4.6                                                   | −13.2                                                  | 1.7                                                    |
| Temp. mín. abs. (°C)                                   | −34.0                                                  | −31.5                                                  | −28.2                                                  | −9.9                                                   | −1.8                                                   | 5.2                                                    | 10.4                                                   | 5.2                                                    | -1.2                                                   | −8.4                                                   | −22.3                                                  | −33.1                                                  | '                                                      |
| Precipitación total (mm)                               | 10.4                                                   | 12.5                                                   | 19.0                                                   | 50.7                                                   | 74.6                                                   | 129.7                                                  | 284.7                                                  | 274.8                                                  | 92.6                                                   | 52.2                                                   | 34.4                                                   | 15.5                                                   | 1051.1                                                 |
| Días de precipitaciones (≥ 0.1 mm)                     | 5.2                                                    | 4.7                                                    | 5.8                                                    | 8.9                                                    | 10.7                                                   | 13.0                                                   | 16.8                                                   | 13.4                                                   | 9.0                                                    | 7.7                                                    | 7.3                                                    | 5.5                                                    | 108.0                                                  |
| Fuente: Weather China                                  |                                                        |                                                        |                                                        |                                                        |                                                        |                                                        |                                                        |                                                        |                                                        |                                                        |                                                        |                                                        |                                                        |

## Recursos
Hay 548 riachuelos en todo el condado, un área en conjunto de 4100 km² y una longitud total de 2798.7 km. El estado ha construido 3 estaciones de grandes centrales hidroeléctricas y más de 20 a menor escala, con capacidad instalada de 1,25 millones de kilovatios. Se está construyendo una nueva, con una inversión de 429 millones de yuanes, con esa sería un área total de 2225 km² de agua estancada , sin contaminación industrial, para una variedad de crecimiento de peces y aumento en la industria pesquera, ya que se exportan a Japón y otros países de la región.
La superficie forestal es del 76,1%, el volumen de madera es de 22 millones de metros cúbicos. En las llanuras hay gran variedad de frutas como la uva, nueces, kiwi y frutas secas. Entre los vegetales está el apio, helechos con una producción anual de hasta 800 millones de kg. Especies raras de hongos con una producción anual de 20 000 toneladas. Es territorio de 122 familias de plantas medicinales, aproximadamente el 70% de especies de plantas medicinales en el noreste de China, es conocida como "la biblioteca a base de hierbas naturales" con un total de producción de 100 toneladas.
Kuandian es rica en recursos minerales. 57 tipos de reservas minerales probadas de más de 800 millones de toneladas. Hay boro, magnesio, silicio, hierro, plomo, zinc, cobre, oro, molibdeno, carbón, piedra caliza, talco, basalto y calcita. Las reservas de boro son más del 40% en el país y equivalen al 60% de la producción.
En las zonas rurales se crían cabras y razas de ganado con una producción anual de 100 000 toneladas de leche. En la región se producen 200 000 kg de miel y se crían gusanos de seda para el desarrollo de la industria textil.
El turismo es importante para el condado, hay varios parques naturales, embalses que atrae a bañistas, historia de la dinastía Ming y el río Yulan que hace frontera internacional.